# 李平衡
李平衡（1898年—1982年10月4日），安徽怀宁人。中华民国及中华人民共和国政治人物，中国首位国际劳工局理事。

## 生平
李平衡早年留学法国巴黎索邦大学。1927年4月12日，蒋介石在上海发动四一二政变，中国国民党驻法总支部此后分裂为多个机关，其中左派总支部主张继续孙中山的“国共合作”，负责人有周恩来、李平衡、何廷桢、龙詹兴、颜继金等人，他们还发表宣言称：“现在中国民众以至远东一切被压迫民族所需要的革命党，显然是代表工农市民实行三民主义的国民党……无论国民党目前如何为腐恶势力所困陷，终必赖革命民众与革命同志之努力，而能突出重围……”
归国后，李平衡任南京国民政府实业部劳工司司长。民国二十三年（1934年），作为中国政府首席代表出席了第十八届国际劳工大会，当选为国际劳工局理事，常驻日内瓦。
国际劳工组织包括国际劳工大会、理事院、国际劳工局三大机构。国际劳工大会是劳工立法机关，会员国每年召开至少一次国际劳工大会，并有权派出政府代表2 人、劳资代表各1人出席。中国自1929年开始派员参加第十二届国际劳工大会。1934年的第十八届国际劳工大会上，中国政府首次被选为理事院政府组理事。理事院是国际劳工组织的最高机构，原定理事为24人，1934年增至32人，其中政府代表16人，劳资双方代表各8人。国民政府派代表参加国际劳工组织，以加强与国际劳工组织的合作。1937年7月24日，國民政府派李平衡為國際勞工組織理事院理事:5516。
李平衡留学法国期间，了解法国工人运动史及法国工人状况，同情中国工人的悲惨境遇，所以李平衡在作为一般代表及作为理事发言时，每次都站在劳工的立场上，申明国际劳工局的职权为改善工人生产及生存环境，号召工人组织工会，呼吁国民政府早日颁布劳工法规，并且要求中国工人参与并监督国际劳工组织的工作，利用国际劳工大会与各国工人联合。
抗日战争时期，身在国外的李平衡与夫人颜明宜（1907年－1992年）为支援中国的抗日战争，在国外公开拍卖家产，开展募捐，将资金寄回中国支援抗战。颜明宜还任“旅瑞中国妇女抗敌后援会”主席。
1947年，中国出席第三十届国际劳工大会的政府首席代表仍为李平衡，顾问是吴秀峰、李晏平；雇主代表是庄智焕，顾问是朱家让；劳工代表是安辅廷，顾问是刘松山、黄昌汉。此届国际劳工大会发生了“朱学范事件”，即国民政府指责朱学范“擅自向第三十届国际劳工大会报到，自称为中国劳工代表，以与我正式劳工代表安辅廷相争。”事实上，朱学范是通过中国劳动协会的名义申请参加第三十届国际劳工大会，获大会审查通过，决议支持在香港的中国劳动协会为中国工会正式代表。国民政府最高法院下令通缉朱学范，国民政府外交部则要吊销朱学范所持的外交护照。1947年，朱学范自英国致函中国国民党中央党部农工部副部长陆京士：“我于六月十一日到了日内瓦，出席理事会，十九日开大会，照手续我可以做一些反宣传工作，但是我忍耐着，李平衡兄到了以后，我连工人组会议也不出席了。同时我也就离开了日内瓦。”“这次在日内瓦，大家都见了面，我在国外无法不说几句话，我始终是保持沉默，说得很少而且很和平。……现在我无法求当局谅解，我也不可能求当局谅解，现在我要做的说的，完全由于良心上应感。”但实际上李平衡对朱学范十分宽容，二人在日内瓦私下在许多方面达成共识。
1949年，李平衡在欧洲加入中国国民党革命委员会（简称“民革”），没有赴台湾。1952年，李平衡携颜明宜归国，颜明宜任中国国际贸易促进委员会研究员、中国国际交流协会理事、民革中央常委兼团结委员会主任，全国政协委员。
1979年10月至1983年12月，民革第五届中央委员会的42个人中，李平衡、朱学范均在其内。
晚年，李平衡致力于解决城市居民就业问题。在李平衡的参与及支持下，1980年，颜明宜组织街道待业青年及家庭妇女成立“长城手工艺品厂”，两年便成了一个有144名职工，30余种产品，年营业额145万元，上缴国家利润50余万元的街道工厂，产品远销海外，洛杉矶第23届夏季奥林匹克运动会中国馆还指定要“长城手工艺品厂”的熊猫荷包。李平衡、颜明宜自费在苏州、杭州采购彩色绸缎。他们二人是“没有工资的厂长”，“没有津贴的顾问”。
1982年10月4日，李平衡在北京病逝，享年84岁。